# Ruth Budde
Ruth Budde, verheiratete Radtke (* 1959) ist eine deutsche Tischtennisspielerin. Bei den  Deutschen Meisterschaften 1979/80 gewann sie eine Bronzemedaille im Doppel, zeitweise spielte sie in der Bundesliga.

## Werdegang
Ruth Budde begann ihre Tischtenniskarriere beim Verein TTV Rinteln. Mit dessen Damenmannschaft wurde sie 1979 Meister der Oberliga Nord und stieg in die Bundesliga auf. Bei den Deutschen Meisterschaften 1979/80 erreichte sie im Doppel mit Birgit Balke das Halbfinale. Um 1984 heiratete sie und trat danach unter dem Namen Ruth Radtke auf.
Später spielte sie bei mehreren Vereinen, etwa mit dem TSV Groß Berkel in der Oberliga und dem TSV Kirchrode in der 2. Bundesliga.

## Privat
Ruth Radtke hat einen Sohn namens Matthias, der im Tischtennis Oberligastärke erreichte.